# Interprímek
A számelmélet területén interprímnek nevezik két egymást követő, páratlan prímszám számtani közepét. Például a 9 interprím, mert 7 és 11 átlaga. Az első néhány interprím:
4, 6, 9, 12, 15, 18, 21, 26, 30, 34, 39, 42, 45, 50, 56, 60, 64, 69, 72, 76, 81, 86, 93, 99, ... (A024675 sorozat az OEIS-ben)
Az interprímek maguk sohasem prímek (különben a prímek nem lehetnének egymást követőek). 
Végtelen sok prímszám létezik, ezért interprímből is végtelen sok van. A legnagyobb ismert interprím a mindenkori legnagyobb ikerprímpár számtani közepe, ez 2011-ben a 200700-jegyű 3756801695685 · 2666669 volt.